# Sphaerocera trapezina
Sphaerocera trapezina är en tvåvingeart som beskrevs av Richards 1965. Sphaerocera trapezina ingår i släktet Sphaerocera och familjen hoppflugor. Inga underarter finns listade i Catalogue of Life.